# Club Deportivo Jalapa (Nicaragua)
El Club Deportivo Jalapa és un club nicaragüenc de futbol de la ciutat de Jalapa.

## Palmarès
- Lliga nicaragüenca de futbol: [1]

- - 2001/02

## Entrenadors destacats
- Leonidas Rodríguez Rodríguez (2001, 2002)